# Китаками (планина)
Китаками (на японски: 北上山地, Китаками санти) е планина в Япония, разположена в североизточната част на остров Хоншу. Дължината ѝ от север на юг е около 200 km, ширината – до 60 km, най-високата точка е връх Хаятине (1914 m). На запад е ограничена от долините на реките Китаками и Мабети, а на изток склоновете ѝ се спускат стръмно към брега на Тихия океан, като образуват многочислени малки заливи (Мияко, Хунакоси, Хирота и др.) и полуострови. Изградена е предимно от палеозойски метаморфни скали. В района на град Камаиси се разработват находища на желязна руда. От нея водят началото си реките Китаками с левия си приток Саругаиси, Мабети, Омото и др., вливащи се в Тихия океан. Склоновете ѝ са покрити с широколистни и смесени гори. Основният поминък на местното население е дърводобивът, в долините – земеделието и животновъдството, а по крайбрежието – риболовът.